# 京都エクスプレス (京都 - 岡山・倉敷線)

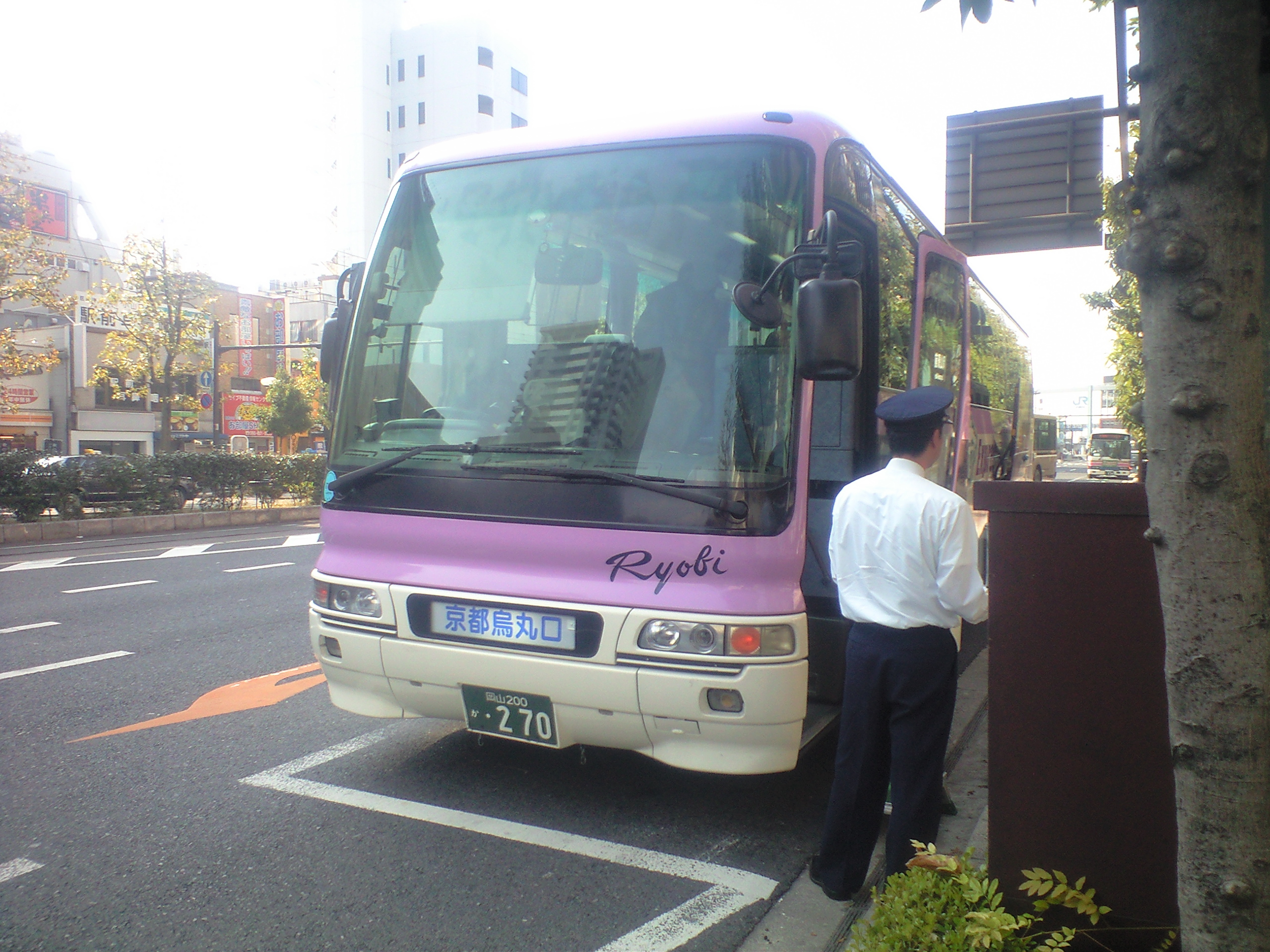
京都エクスプレス（両備バス）

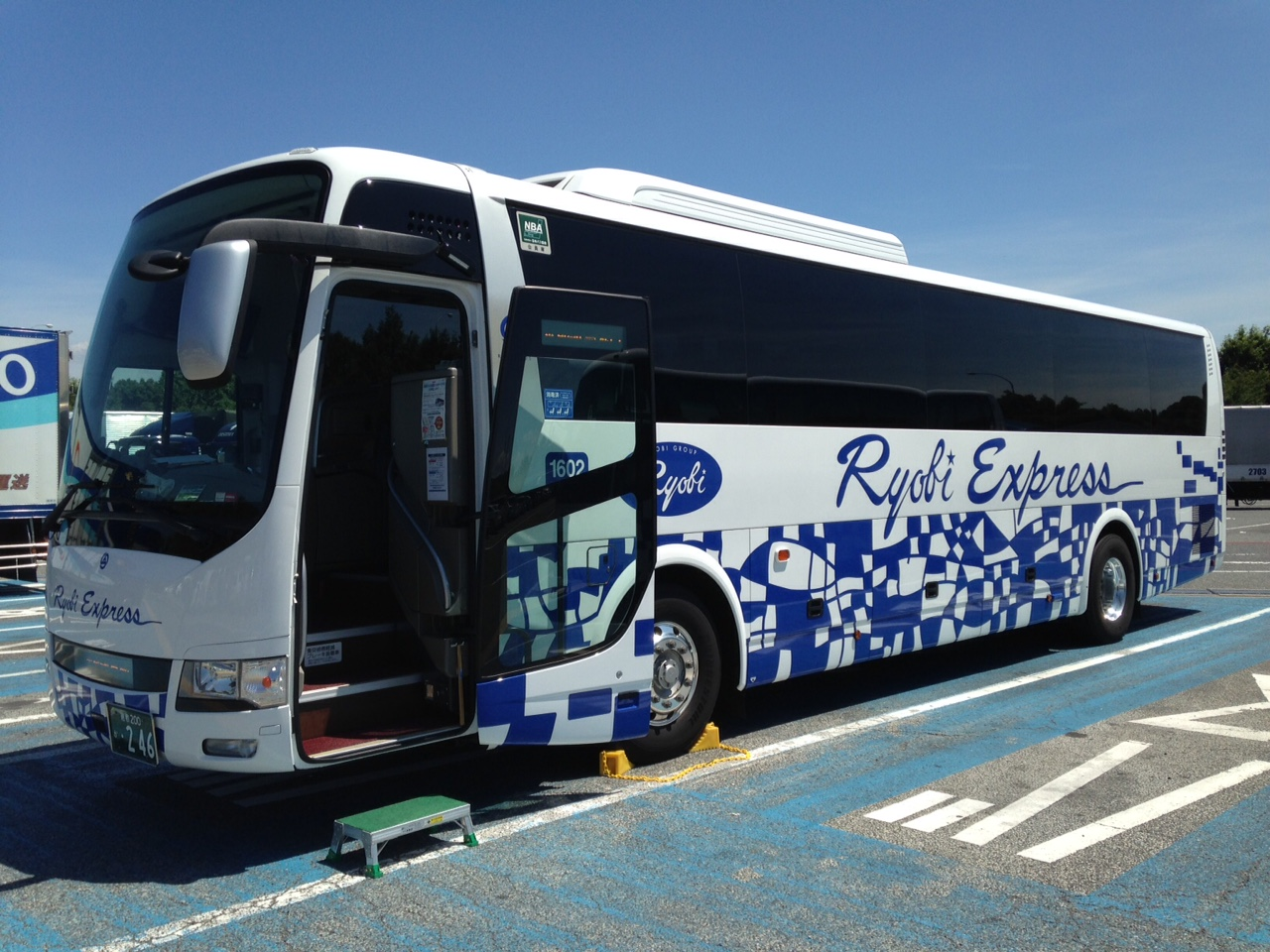
京都エクスプレス（両備バス）

京都エクスプレス（きょうとエクスプレス）は京都府京都市と岡山県赤磐市・岡山市・倉敷市を結ぶ高速バス路線である。
全便座席指定制のため、乗車には予約が必要（ローソン・ファミリーマートでも予約発券ができる）。

## 歴史
- 2001年10月27日 両備ホールディングス（両備バス）、下津井電鉄（下電バス）の2社により、京都駅（八条口・新都ホテル前） - 倉敷駅北口間で1日2往復で運行開始。
- 2002年6月1日 1日2往復から4往復に増便。
- 2004年6月1日 4往復のうち2往復を下電バス児島営業所まで延長。
- 2004年8月1日 岡山インターに停車開始。
- 2006年4月1日 1日5往復に増便。山陽IC（赤磐市）に停車開始。下電バス児島営業所発着を1日2往復から1往復に減便。
- 2009年8月1日 1日7往復に増便し、京阪京都交通が1往復運行に参入。同時に京都駅の乗り場が八条口・新都ホテル前から烏丸口C2乗り場へ変更され、JR児島駅への停車を廃止。
- 2010年6月1日 岡山駅前の乗り場をドレミの街（10番乗り場）から岡山駅西口バスターミナル（24番乗り場）へ変更。
- 2010年8月1日 ポイントカード導入
- 2014年4月1日 倉敷駅北口 - 下電バス児島営業所間を廃止し、岡山インターの停留所を両備バス・岡山IC停留所から下電バス・津高停留所へ変更。
- 2016年12月15日 京都駅の乗り場を烏丸口C2乗り場から八条口F3乗り場に再び変更。
- 2019年9月30日 ポイントカード発行廃止（発行済ポイントカードへの押印期限2020年2月29日、ポイントカードの利用期限2020年3月31日）
- 2020年4月8日 新型コロナウイルス感染症の流行に伴い全便運休。
- 2020年6月19日 この日より両備・下電各2往復（京阪京都の担当便はなし）の減便運行で再開。
- 2021年1月12日 再び全便運休。
- 2022年3月12日 この日より両備・下電各2往復、京阪京都1往復で運行再開。
- 2023年9月1日 津高バス停から岡山インターに変更、1日3往復に減便。
- 2024年4月15日 この日より京阪京都交通運行便が運休され、1日2往復に減便。

## 運行会社
- 京阪京都交通
  - 西京営業所が1往復担当。
  - 両備バスの京都側運行支援も担当。
- 下津井電鉄（下電バス）
  - 興除営業所が2往復担当。
  - 京都側運行支援はヤサカバス本社営業所が担当。
- 両備ホールディングス（両備バス）
  - 両備バスカンパニー倉敷営業所が2往復担当。
  - 京阪京都交通の岡山側運行支援も担当。

## 停車停留所
▼…下りは乗車のみ、上りは降車のみの扱い
▲・△…上りは乗車のみ、下りは降車のみの扱い（白は一部便のみ運行）
| 停車停留所名               | 停留所所在地 | 停留所所在地 |   | 備考                                     |
| -------------------------- | ------------ | ------------ | - | ---------------------------------------- |
| 京都駅八条口               | 京都府       | 京都市下京区 | ▼ | F3乗り場に停車                           |
| 山陽IC                     | 岡山県       | 赤磐市       | ▲ | 料金所外の両備バス駐車場に停車           |
| 津高（シモデン津高駐車場） | 岡山県       | 岡山市北区   | ▲ |                                          |
| 岡山駅西口                 | 岡山県       | 岡山市北区   | ▲ | 岡山駅西口バスターミナル24番乗り場に停車 |
| 倉敷駅北口                 | 岡山県       | 倉敷市       | ▲ | 3番乗り場に停車                          |

※途中、倉敷行きは龍野西SA、京都行きは三木SAで、30分休憩。
※但し渋滞若しくは時間調整により休憩時間＆休憩地が変更される場合もある。

## 運行経路
- 京都市内 - 国道1号 - 京都南IC - 名神高速道路 -　新名神高速道路 - 山陽自動車道 - 山陽IC - 赤磐市内 - 山陽IC - 山陽自動車道 - 岡山IC - 国道53号 - 岡山市内 - 岡山県道162号岡山倉敷線 - 国道429号 - 倉敷市内
  - 名神高速道路・新名神高速道路渋滞時には、第二京阪道路・京滋バイパスや中国自動車道へ迂回する場合がある。

## 運行回数
- 昼行2往復

## 車内設備
- 4列シート
- フットレスト
- レッグレスト
- トイレ
- おしぼり
- 毛布
- 読書灯
- スリッパ